# Anomala manguliana
Anomala manguliana är en skalbaggsart som beskrevs av Ohaus 1936. Anomala manguliana ingår i släktet Anomala och familjen Rutelidae. Inga underarter finns listade i Catalogue of Life.